# Pygmaeothamnus
Pygmaeothamnus là một chi thực vật có hoa trong họ Thiến thảo (Rubiaceae).

## Loài
Chi Pygmaeothamnus gồm các loài: